# Eichenwanze

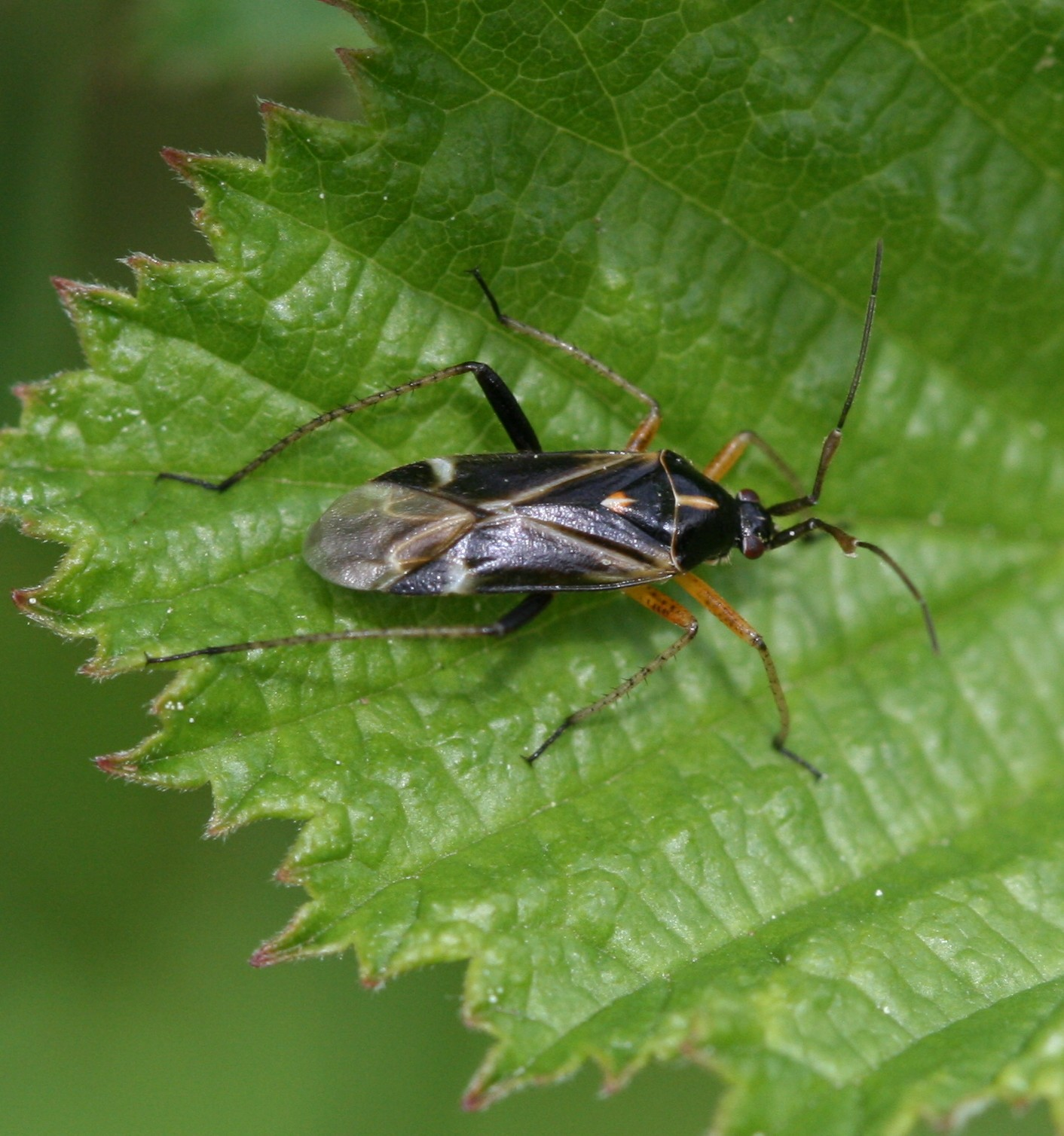
Männchen

Die Eichenwanze (Harpocera thoracica), auch Frühe Eichen-Weichwanze genannt, ist eine Wanzenart aus der Familie der Weichwanzen (Miridae).

## Merkmale
Die Wanzen werden 6,0 bis 6,8 Millimeter lang und sind damit die größten Vertreter der Phylinae in Mitteleuropa. Bei den Männchen und Weibchen liegt ein Sexualdimorphismus vor. Männchen sind langgestreckter und haben längere Schienen (Tibien) und ein deutlich verdicktes zweites Fühlerglied. Das Fühlerglied trägt ein nach unten gerichtetes Feld von dichtstehenden Haaren. Es wird vermutet, dass diese einen Haftapparat darstellen, mit dem sich das Männchen während der Paarung beim Weibchen am Pronotum festhält. Diese Modifikation des Fühlergliedes ist bei den mitteleuropäischen Weichwanzen einzigartig.

## Vorkommen und Lebensraum
Die Art ist in Europa, mit Ausnahme des nördlichen Skandinaviens und östlich in Asien bis in die Kaspische Region verbreitet. In Deutschland und Österreich ist sie weit verbreitet und sie ist meist häufig. Besiedelt werden überwiegend sonnige, trockene Lebensräume.

## Lebensweise
Die Wanzen ernähren sich zoophytophag und leben auf Eichen. Sie saugen sowohl an den männlichen Knospen und Pollensäcken der jungen Blüten ihrer Wirtsbäume als auch an Blattläusen. Ihre Entwicklung verläuft äußerst schnell. Unter günstigen Bedingungen kann die Entwicklung der Nymphen im frühen Frühjahr bereits in zwei Wochen abgeschlossen sein, sodass die ersten adulten Wanzen ab Anfang Mai oder Ende April auftreten. Diese sterben allerdings bereits bis spätestens Mitte Juni. Männchen sind sehr flugaktiv und fliegen in der Nacht künstliche Lichtquellen an.

## Belege